# Ghost in the Shell
Pour les articles homonymes, voir Ghost in the Shell (homonymie).
Autre
Ghost in the Shell (攻殻機動隊, Kōkaku kidōtai, littéralement « policiers anti-émeute en carapaces offensives »), parfois abrégé GITS, est un manga de  Masamune Shirow prépublié au Japon dans le Young Magazine en 1989. Deux autres mangas, Ghost in the Shell 2: Man-Machine Interface et Ghost in the Shell 1.5: Human Error Processor, sont ensuite publiés entre 1991 et 1997. La version française des trois œuvres est publiée par Glénat.
La série est ensuite devenue une franchise médiatique composée de quatre films d'animation (Ghost in the Shell, Ghost in the Shell 2: Innocence, Ghost in the Shell: SAC Solid State Society et Ghost in the Shell: The New Movie), trois séries d'animation (Ghost in the Shell: Stand Alone Complex, Ghost in the Shell: Stand Alone Complex 2nd GIG et Ghost in the Shell Arise: Alternative Architecture), différents jeux vidéo et d'une adaptation en prise de vues réelle sortie en 2017 avec Scarlett Johansson dans le rôle du major Kusanagi.

## Synopsis
Ghost in the Shell est un manga futuriste, de type cyberpunk, se déroulant aux alentours des années 2030.
Le personnage principal est un cyborg de sexe féminin, le major Motoko Kusanagi, qui fait partie d’une section d’élite anticriminelle de la police, la Section 9.
La trame principale du manga, ainsi que du film adapté du manga, raconte la traque d’un cybercriminel connu sous le nom du « Marionnettiste » (le Puppet Master). Ce cybercriminel prend le contrôle de l’esprit (« ghost ») d’un humain par l’intermédiaire du Réseau numérique mondial, l'évolution d’Internet dans cet univers.
Alors que l’enquête progresse, la section 9 finit par découvrir que le criminel n’est pas une personne physique, mais une intelligence artificielle immatérielle, ayant acquis pour la première fois au monde une conscience.
Le désir du Marionnettiste, qui a réussi à s’incarner dans un corps androïde, est de se reproduire. Il ne souhaite pas se dupliquer comme un simple virus (toujours identique et donc vulnérable) mais bien donner naissance à une nouvelle forme de vie. C’est pourquoi il sollicite l'aide de Kusanagi pour fusionner leurs ghosts (l’équivalent de l’âme et de l’esprit) et, ainsi, créer un être nouveau et unique.

## Personnages
- Major Motoko Kusanagi
- Batou
- Aramaki
- Togusa
- Ishikawa
- Saito
- Borma
- Paz

## Analyse de l'œuvre

### Thèmes abordés
Plusieurs thèmes classiques de la science-fiction sont abordés, tels que les rapports entre les humains dans une société robotisée, mais le thème principal, abordé tout au long des œuvres de Masamune Shirow, est le suivant : qu’est-ce qu’être humain ?
Une liste non exhaustive des questions à portée philosophique que pose l’auteur peut être :
- qu’est-ce qui distingue l’être humain d’un robot pensant ayant conscience de son existence ?
- qu’est-ce qui fait la spécificité de la pensée humaine ?
- que peut-on considérer comme « être vivant » ?
- où se situe la frontière entre le corps et l’esprit ?

Ces questions sont abordées, entre autres, avec le personnage de Kusanagi qui a tous les attributs d’un être humain, si l’on met de côté son corps artificiel plus lourd et puissant, seul son cerveau (cyber-amélioré par des implants permettant d’accéder au réseau internet) étant d’origine. Ce personnage doute parfois de son humanité.
L’œuvre de Masamune Shirow aborde également la question de l’évolution (de l’homme, de la vie…) et met en relief certaines idées puisées dans l’essai d’Arthur Koestler Le Cheval dans la locomotive (The Ghost in the Machine) dont le titre même, emprunté par Koestler à l'expression « Fantôme dans la machine » de Gilbert Ryle dans son ouvrage La Notion d'esprit, qualifiant la position dualiste de Descartes. Les préoccupations abordées dans l'œuvre recoupent une part importante des concepts abordés en philosophie de l'esprit, notamment le problème corps-esprit et les questions qui en découlent[réf. nécessaire].
Ghost (en français : l’esprit, le revenant) fait référence à l’esprit humain, ce qui fait la différence entre les robots et les humains. Shell (en français : la coquille), fait référence tantôt à l’enveloppe humaine robotisée , tantôt au programme ou au système (shell informatique) dans lequel le ghost peut être inclus et qui fait le lien entre celui-ci et l’extérieur, pour les connexions réseau, comme pour les entrées et sorties physiques[réf. nécessaire].
L'œuvre aborde également le sujet de la diversité et de la spécialisation, présentant la différence comme un élément essentiel de la survie. Elle reparaît une première fois dans les mots de Motoko, qui compare la ressemblance des modes de réflexion à une menace certaine pour la réussite de sa mission. Ajouter de la variabilité, c'est limiter la prévisibilité et donc se donner une chance de résister à un danger imminent. C'est pour cette raison qu'un humain, pourtant plus "faible" qu'un cyborg, prend part aux missions. Il rebat les cartes et propose une alternative au fonctionnement robotique fondé sur une logique profondément rationnelle et définie par un système de modélisation ultra poussé. C'est un discours qui revient finalement sous la parole du Puppet Master, alors que le cadre caméra remonte l'arbre de la vie criblé de balles. Pour lui, son existence ne peut se perpétuer que par la différence. Un virus doit sa fragilité excessive à une simple duplication sans mutation. De même, la ligne de vie principale est brisée par les balles, mais les branches divergentes, celles qui n'ont pas suivi tout le chemin préconçu, continuent à se développer. Plus encore qu'un sujet de pure science fiction, ce concept est bien celui d'une ultra spécialisation de notre société en groupe distinct. De plus en plus spécialisé par un système scientifique du travail, de plus en plus normé dans son comportement de consommation, l'être humain finit par se normaliser selon des branches prédéfinies, laissant une place minimale à la diversité, et ce malgré la démultiplication de la population depuis les 100 dernières années. L'âge de l'informatisation est un âge où les êtres se conformisent pour rentrer dans une case, et cessent d'être libres, alors même que leurs instincts devraient les pousser vers l'originalité et la différence. La limite cérébrale de Motoko est dépassée quand elle parvient à sortir de sa case grâce au Puppet Master, quand elle est un nouveau-né pour qui tout est encore possible[réf. nécessaire].

### Censures
L’édition anglaise de Dark Horse Comics tout comme l’édition de Glénat ont fait l’objet de censure : certaines pages à caractère érotique présentes dans l’édition originale du chapitre 2 « junk jungle » ont été enlevées.
Le premier tome de Ghost in the Shell 2, appelé ManMachine Interface, publié en France en tant que 3e tome de Ghost in the Shell, a été publié également au Japon dans une version intégrale où certaines scènes sont à caractère érotique.

### Chronologie
En partie du fait de ses nombreuses déclinaisons sous différents médias, la franchise Ghost in the Shell propose une chronologie interne complexe, parfois vague ou même contradictoire,.
Les critiques s'accordent toutefois à définir la série Ghost in the Shell: Arise (2013-2014), suivie par le film Ghost in the Shell: The New Movie (2015), comme les préquelles du manga original de 1989. Ce manga est adapté en deux films, Ghost in the Shell, le film original (1995) et Ghost in the Shell 2: Innocence (2004), eux-mêmes adaptés en film live, Ghost in the Shell (2017). Le manga a aussi été adapté en une série animée de deux saisons présentant un point de vue alternatif de l'univers : Ghost in the Shell: Stand Alone Complex (2002-2005), suivie de l'OAV (Original video animation) Ghost in the Shell: SAC [Stand Alone Complex] Solid State Society (2006).

### Influence
La franchise a inspiré de nombreux créateurs, notamment les jeux vidéo Syndicate Wars, Oni, le mod « Neotokyo » d’Half life 2[réf. nécessaire] et EYE: Divine Cybermancy, ainsi que les Wachowski pour la réalisation de leur film Matrix.

## Manga

### Ghost in the Shell
- Édition japonaise : Kōdansha
  - Nombre de volumes sortis : 1 (série terminée)
  - Date de première publication : octobre 1991  (ISBN 4-06-313248-X)[11][réf. non conforme]
  - Prépublication : Young Magazine
  - Début de prépublication : mai 1989
- Édition française : Glénat
  - Première édition (2 volumes)
    - Tome 1 - 04/1996  (ISBN 2-7234-2108-2)
    - Tome 2 - 10/1996  (ISBN 2-7234-2109-0)

  - Nouvelle édition : The Ghost in the Shell - perfect edition - Tome 1, 03/2017  (ISBN 978-2-7234-9703-9)

### Ghost in the Shell(anime comics)
Il s'agit de l'adaptation en manga du film de Mamoru Oshii.
- Édition japonaise : Kōdansha
  - Nombre de volumes sortis : 1 (série terminée)
  - Date de première publication : 22 novembre 1995  (ISBN 4-06-174480-1)[12][réf. non conforme]
- Édition française : Kana
  - Nombre de volumes sortis : 1 (série terminée)
  - Date de première publication : décembre 1996  (ISBN 2-87129-124-1)

### Ghost in the Shell 2: ManMachine Interface
- Édition japonaise : Kōdansha
  - Nombre de volumes sortis : 1 (série terminée)
  - Date de première publication : 28 juin 2001  (ISBN 4-06-334441-X)[13][réf. non conforme]
  - Prépublication : Young Magazine
  - Début de prépublication : 1997
- Édition française : Glénat
  - Nombre de volumes sortis : 2 (série terminée)
  - Date de première publication : 2002
    - Tome 1 - 12/2002  (ISBN 2-7234-2386-7)
    - Tome 2 - 08/2003  (ISBN 2-7234-4254-3)

  - Nouvelle édition : The Ghost in the Shell - perfect edition - Tome 2, 06/2017  (ISBN 978-2-7234-9704-6)

Note : Une première édition du tome 1 est sortie sous le titre Ghost in the shell - Tome 3, ce qui peut poser quelques problèmes de cohérences. Cette erreur a été corrigée sur les volumes imprimés au cours de l’année 2004.

### Ghost in the Shell 1.5: Human-Error Processor
- Édition japonaise : Kōdansha
  - Nombre de volumes sortis : 1 (série terminée)
  - Date de première publication : 23 juillet 2003  (ISBN 4-06-350406-9)[14][réf. non conforme]
  - Prépublication : Young Magazine
  - Début de prépublication : 1991
- Édition française : Glénat
  - Nombre de volumes sortis : 1 (série terminée)
  - Date de première publication : 1er novembre 2006  (ISBN 2723455947)
  - Nouvelle édition : The Ghost in the shell - perfect edition - Tome 1.5, 10/2017  (ISBN 978-2-7234-9705-3)

L’édition Glénat est accompagnée du même CD-ROM que l’édition japonaise (donc non traduit).
Il s’agit de quatre histoires courtes relatant des enquêtes de la section 9 :
1. Fat Cat (1991)
2. Drive Slave (1992)
3. Mines of Mind (1995)
4. Lost Past (1996)

### Ghost in the Shell 1.75: The Human Algorithm
Annoncé pour le 20 septembre 2019 au Japon, le manga est réalisé par Jun'ichi Fujisaku et Hiroki Yoshimoto.

## Adaptations

### Animation

#### Films
- 1995 : Ghost in the Shell de Mamoru Oshii
- 2004 : Ghost in the Shell 2: Innocence de Mamoru Oshii
- 2008 : Ghost in the Shell 2.0 (remake du film de 1995) de Mamoru Oshii
- 2015 : Ghost in the Shell: The New Movie de Kazuya Nomura (ja)

Les trois films de Mamoru Oshii sont la première adaptation des mangas de Masamune Shirow. Il a également supervisé les séries du même nom dont la direction a été confiée à Kenji Kamiyama, également à l’origine des films d’animation adaptés par la suite.

#### Séries d'animation
- 2002-2003 : Ghost in the Shell: Stand Alone Complex. Le complexe du rieur.
- 2002-2003 : Ghost in the Shell: Tachikoma Days. Intermède mettant en scène des Tachikomas diffusé après chaque épisode de la 1re saison.
- 2004-2005 : Ghost in the Shell: Stand Alone Complex 2nd GIG. Seconde saison de Ghost in the Shell: Stand Alone Complex.
- 2020-2022 : Ghost in the Shell: SAC 2045 (réalisé par Kenji Kamiyama et Shinji Aramaki et diffusé sur Netflix)[15],[16].
- 2026 (date provisoire) : The Ghost in the Shell par le studio Science SARU[17],[18].

#### OAV
- Ghost in the Shell: Stand Alone Complex : The Laughing Man (2005) et Individual Eleven (2006) de Kenji Kamiyama : montages respectifs de la première et seconde saison de la série télévisée du même nom.
- 2006 : Ghost in the Shell: SAC Solid State Society de Kenji Kamiyama. Suite inédite à la série sous forme de long métrage dans l’attente d’une possible suite à la série.
- 2013-2014 : Ghost in the Shell: Arise de Kazuchika Kise (en).

### Film en prises de vue réelles
- 2017 : Ghost In The Shell de Rupert Sanders

### Jeux vidéo
- 1998 : Ghost in the Shell sur PlayStation. La Section 9 en mission aux commandes de Fuchikomas.
- 2005 : Ghost in the Shell: Stand Alone Complex (PS2) (en) sur PlayStation 2. Le major Kusanagi est l’héroïne de ce jeu d’action.
- 2005 : Ghost in the Shell: Stand Alone Complex (PSP) (en) sur PlayStation Portable. Un FPS qui met en scène Motoko Kusanagi épaulée par les Tachikomas.
- 2016 : Ghost in the Shell: Stand Alone Complex - First Assault Online (PC, Online) (en) sur PC. Jeu de tir à la première personne en ligne (affrontement contre d'autres joueurs).

### Romans
- After the Long Goodbye, écrit par Masaki Yamada, est une préquelle à Ghost in the Shell 2: Innocence.
- The Lost Memory, Revenge of the Cold Machines, et White Maze sont une trilogie de romans écrite par Junichi Fujisaku se passant dans l'univers de Ghost in the Shell: Stand Alone Complex.